# تامباندا
تامباندا (به لاتین: Tambacounda) یک منطقهٔ مسکونی در سنگال است که در تامبوندا واقع شده‌است. تامباندا ۷۸٬۸۰۰ نفر جمعیت دارد و ۲۴ متر بالاتر از سطح دریا واقع شده‌است.

## خواهرخوانده
شهرهای بوندی و لا روش-سور-یون خواهرخوانده‌های تامباندا هستند.